# Lista de cardeais eleitores do conclave de 2013
O Conclave de 2013 foi convocado para eleger um papa, o líder da Igreja Católica, para suceder a Bento XVI após a sua renúncia em 28 de fevereiro de 2013. De acordo com a constituição apostólica Universi Dominici gregis, que governou a vacância da Santa Sé , apenas os cardeais que não tivessem completado 80 anos no dia em que a Santa Sé ficou vaga (neste caso, aqueles que nasceram em ou depois de 28 de fevereiro de 1933) eram elegíveis para participar do conclave . Embora não seja um requisito formal, os cardeais eleitores invariavelmente elegem o papa entre eles. A eleição foi realizada por voto secreto (latim: per scrutinium). 
Dos 207 membros do Colégio Cardinalício no momento da renúncia de Bento XVI, havia 117 cardeais eleitores elegíveis para participar no conclave subsequente.  Dois cardeais eleitores não participaram, diminuindo o número de presentes para 115.  O número de votos necessários para ser eleito papa com uma maioria absoluta de dois terços foi de 77.
Dos 115 cardeais eleitores presentes, 4 eram cardeais bispos, 81 eram cardeais sacerdotes e 30 eram cardeais diáconos; 48 foram criados cardeais pelo Papa João Paulo II e 67 pelo Papa Bento XVI; 29 trabalhavam ao serviço da Santa Sé (como na Cúria Romana), 61 estavam no ministério pastoral fora de Roma, e 25 tinham-se reformado. O cardeal eleitor mais velho no conclave foi Walter Kasper, com 79 anos,  e o mais novo foi Baselios Cleemis Thottunkal , com 53 anos.  Outros 90 cardeais foram inelegíveis para participar do conclave por motivos de idade.
Os cardeais eleitores entraram na Capela Sistina para iniciar o conclave em 12 de março de 2013.  Em 13 de março, após cinco votações durante dois dias, elegeram o cardeal Jorge Mario Bergoglio, arcebispo de Buenos Aires, que assumiu o nome papal . Francisco. 

## Cardeais eleitores
O Colégio Cardinalício está dividido em três ordens: cardeais bispos (CB), cardeais sacerdotes (CP) e cardeais diáconos (CD), com precedência nessa sequência. Esta é a ordem em que os cardeais eleitores entram no conclave, prestam juramento e votam.  Para os cardeais bispos, exceto os patriarcas católicos orientais , o decano é o primeiro em precedência , seguido pelo vice-reitor e depois pelos demais em ordem de nomeação como cardeais bispos. Para os cardeais bispos que são patriarcas católicos orientais, para os cardeais sacerdotes e para os cardeais diáconos, a precedência é determinada pela data do consistório em que foram criados cardeais e depois pela ordem em que apareceram no anúncio ou boletim oficial. 
Quatro dos cardeais eleitores eram das Igrejas Orientais Católicas : Antonios Naguib (copta), Béchara Boutros Raï (maronita), George Alencherry (siro-malabar) e Baselios Cleemis Thottunkal (siro-malancar). Raï e Thottunkal foram os primeiros cardeais de suas respectivas igrejas a participar de um conclave.  O cardeal bispo sênior, o cardeal sacerdote sênior, o cardeal diácono sênior e o cardeal diácono júnior, aos quais foram atribuídas funções específicas no conclave, como presidir o próprio conclave (o cardeal bispo sênior) ou anunciar a eleição do papa (o cardeal diácono sênior),  foram, respectivamente, Giovanni Battista Re, Godfried Danneels, Jean-Louis Tauran e James Michael Harvey.  O camerlengo da Santa Igreja Romana, encarregado de administrar a Santa Sé durante a sua vacância, foi Tarcisio Bertone. 
Os dados abaixo são de 28 de fevereiro de 2013, data em que a Santa Sé ficou vaga. Todos os cardeais são da Igreja Latina, salvo indicação em contrário. Os cardeais pertencentes a institutos de vida consagrada ou a sociedades de vida apostólica são indicados pelas respectivas cartas pós-nominais.

### Por continente
| Continente | Cardeais eleitores |
| ---------- | ------------------ |
| Europa     | 60                 |
| América    | 33                 |
| África     | 11                 |
| Ásia       | 10                 |
| Oceânia    | 1                  |
| Total      | 115                |

### Composição por consistório
| Consistório               | 2013    | 2013        | 2013  |
| ------------------------- | ------- | ----------- | ----- |
|                           | Eleitor | Não eleitor | Total |
| Março 1973                |         | 1           | 1     |
| Maio 1976                 |         | 1           | 1     |
| Criados por Paulo VI      |         | 2           | 2     |
| Junho 1979                |         | 3           | 3     |
| Fevereiro 1983            | 2       | 3           | 5     |
| Maio 1985                 |         | 12          | 12    |
| Junho 1988                |         | 10          | 10    |
| Junho 1991                | 2       | 6           | 8     |
| Novembro 1994             | 5       | 9           | 14    |
| Fevereiro 1998            | 6       | 8           | 14    |
| Fevereiro 2001            | 17      | 13          | 30    |
| Outubro 2003              | 18      | 8           | 26    |
| Criados por João Paulo II | 50      | 72          | 122   |
| Outubro 2006              | 9       | 5           | 14    |
| Novembro 2007             | 16      | 3           | 19    |
| Novembro 2010             | 18      | 5           | 23    |
| Fevereiro 2012            | 18      | 3           | 21    |
| Outubro 2012              | 6       |             | 6     |
| Criados por Bento XVI     | 67      | 16          | 83    |
| Total                     | 117     | 90          | 207   |

| Criado por                | Cardeais | Por Cento | Direito Voto | Por Cento |
| ------------------------- | -------- | --------- | ------------ | --------- |
| Papa Paulo VI (PVI)       | 02       | 0,97 %    | 0            | 0,00 %    |
| Papa João Paulo II (JPII) | 0122     | 58,94 %   | 050          | 42,74 %   |
| Papa Bento XVI (BXVI)     | 083      | 40,1 %    | 067          | 57,26 %   |
| Total                     | 207      | 100 %     | 117          | 100 %     |

## Cardeais eleitores

### Cardeais bispos
| Nº | Nome                     | País   | Função                                         | Data nascimento         | Consistório    | Papa |
| -- | ------------------------ | ------ | ---------------------------------------------- | ----------------------- | -------------- | ---- |
| 1  | Giovanni Battista Re     | Itália | Prefeito emérito da Congregação para os Bispos | 30 de janeiro de 1934   | Fevereiro 2001 | JPII |
| 2  | Tarcisio Bertone, S.D.B. | Itália | Cardeal Secretário de Estado                   | 2 de dezembro de 1934   | Outubro 2003   | JPII |
| 3  | Antonios Naguib †        | Egito  | Patriarca Católico Copta de Alexandria         | 7 de março de 1935      | Novembro 2010  | BXVI |
| 4  | Béchara Pierre Raï       | Líbano | Patriarca Católico Maronita de Antioquia       | 25 de fevereiro de 1940 | Novembro 2010  | BXVI |

### Cardeais presbíteros
| Nº | Nome                                     | País                           | Função                                                                            | Data Nascimento         | Consistório    | Papa |
| -- | ---------------------------------------- | ------------------------------ | --------------------------------------------------------------------------------- | ----------------------- | -------------- | ---- |
| 5  | Godfried Danneels †                      | Bélgica                        | Arcebispo emérito de Malinas-Bruxelas                                             | 4 de junho de 1933      | Fevereiro 1983 | JPII |
| 6  | Joachim Meisner †                        | Alemanha                       | Arcebispo de Colônia                                                              | 25 de dezembro de 1933  | Fevereiro 1983 | JPII |
| 7  | Nicolás de Jesús López Rodríguez         | Costa Rica                     | Arcebispo de Santo Domingo                                                        | 31 de outubro de 1936   | Junho 1991     | JPII |
| 8  | Roger Michael Mahony                     | Estados Unidos                 | Arcebispo emérito de Los Angeles                                                  | 27 de fevereiro de 1936 | Junho 1991     | JPII |
| 9  | Jaime Lucas Ortega y Alamino †           | Cuba                           | Arcebispo de Havana                                                               | 18 de outubro de 1936   | Novembro 1994  | JPII |
| 10 | Jean-Claude Turcotte †                   | Canadá                         | Arcebispo-emérito de Montréal                                                     | 26 de junho de 1936     | Novembro 1994  | JPII |
| 11 | Vinko Puljić                             | Bósnia e Herzegovina           | Arcebispo de Sarajevo                                                             | 8 de setembro de 1945   | Novembro 1994  | JPII |
| 12 | Juan Sandoval Iñiguez                    | México                         | Arcebispo emérito de Guadalajara                                                  | 28 de março de 1933     | Novembro 1994  | JPII |
| 13 | Antonio María Rouco Varela               | Espanha                        | Arcebispo de Madrid                                                               | 24 de agosto de 1936    | Fevereiro 1998 | JPII |
| 14 | Dionigi Tettamanzi †                     | Itália                         | Arcebispo emérito de Milão                                                        | 14 de março de 1934     | Fevereiro 1998 | JPII |
| 15 | Polycarp Pengo                           | Tanzânia                       | Arcebispo de Dar-es-Salaam                                                        | 5 de agosto de 1944     | Fevereiro 1998 | JPII |
| 16 | Christoph Schönborn, O.P.                | Áustria                        | Arcebispo de Viena                                                                | 22 de janeiro de 1945   | Fevereiro 1998 | JPII |
| 17 | Norberto Rivera Carrera                  | México                         | Arcebispo da Cidade do México                                                     | 6 de junho de 1942      | Fevereiro 1998 | JPII |
| 18 | Francis Eugene George, O.M.I. †          | Estados Unidos                 | Arcebispo de Chicago                                                              | 16 de janeiro de 1937   | Fevereiro 1998 | JPII |
| 19 | Zenon Grocholewski †                     | Polónia                        | Prefeito da Congregação para a Educação Católica                                  | 11 de outubro de 1939   | Fevereiro 2001 | JPII |
| 20 | Crescenzio Sepe                          | Itália                         | Arcebispo de Nápoles                                                              | 2 de junho de 1943      | Fevereiro 2001 | JPII |
| 21 | Walter Kasper                            | Alemanha                       | Presidente emérito do Pontifício Conselho para a Promoção da Unidade dos Cristãos | 5 de março de 1933      | Fevereiro 2001 | JPII |
| 22 | Ivan Dias †                              | Índia                          | Prefeito Emérito da Congregação para a Evangelização dos Povos                    | 14 de abril de 1936     | Fevereiro 2001 | JPII |
| 23 | Geraldo Majella Agnelo †                 | Brasil                         | Arcebispo de Salvador                                                             | 19 de outubro de 1933   | Fevereiro 2001 | JPII |
| 24 | Audrys Juozas Backis                     | Lituânia                       | Arcebispo de Vilnius                                                              | 1 de fevereiro de 1937  | Fevereiro 2001 | JPII |
| 25 | Francisco Javier Errázuriz Ossa          | Chile                          | Arcebispo-emérito de Santiago do Chile                                            | 5 de setembro de 1933   | Fevereiro 2001 | JPII |
| 26 | Julio Terrazas Sandoval, C.Ss.R. †       | Bolívia                        | Arcebispo de Santa Cruz de la Sierra                                              | 7 de março de 1936      | Fevereiro 2001 | JPII |
| 27 | Wilfrid Fox Napier, O.F.M.               | África do Sul                  | Arcebispo de Durban                                                               | 8 de março de 1941      | Fevereiro 2001 | JPII |
| 28 | Oscar Andrés Rodríguez Maradiaga, S.D.B. | Honduras                       | Arcebispo de Tegucigalpa                                                          | 29 de dezembro de 1942  | Fevereiro 2001 | JPII |
| 29 | Juan Luis Cipriani Thorne, Opus Dei      | Peru                           | Arcebispo de Lima                                                                 | 28 de dezembro de 1943  | Fevereiro 2001 | JPII |
| 30 | Cláudio Hummes, O.F.M. †                 | Brasil                         | Prefeito emérito da Congregação para o Clero                                      | 8 de agosto de 1934     | Fevereiro 2001 | JPII |
| 31 | Jorge Mario Bergoglio, S.J. †            | Argentina                      | Arcebispo de Buenos Aires                                                         | 17 de dezembro de 1936  | Fevereiro 2001 | JPII |
| 32 | José da Cruz Policarpo †                 | Portugal                       | Patriarca de Lisboa                                                               | 26 de fevereiro de 1936 | Fevereiro 2001 | JPII |
| 33 | Severino Poletto †                       | Itália                         | Arcebispo-emérito de Turim                                                        | 18 de março de 1933     | Fevereiro 2001 | JPII |
| 34 | Karl Lehmann †                           | Alemanha                       | Bispo de Mainz                                                                    | 16 de maio de 1936      | Fevereiro 2001 | JPII |
| 35 | Angelo Scola                             | Itália                         | Arcebispo de Milão                                                                | 7 de novembro de 1941   | Outubro 2003   | JPII |
| 36 | Anthony Olubunmi Okogie                  | Nigéria                        | Arcebispo de Lagos                                                                | 16 de junho de 1936     | Outubro 2003   | JPII |
| 37 | Gabriel Zubeir Wako                      | Sudão                          | Arcebispo de Khartoum                                                             | 27 de fevereiro de 1941 | Outubro 2003   | JPII |
| 38 | Carlos Amigo Vallejo, O.F.M. †           | Espanha                        | Arcebispo de Sevilha                                                              | 23 de agosto de 1934    | Outubro 2003   | JPII |
| 39 | Justin Francis Rigali                    | Estados Unidos                 | Arcebispo emérito da Filadélfia                                                   | 19 de abril de 1935     | Outubro 2003   | JPII |
| 40 | Ennio Antonelli                          | Itália                         | Presidente emérito do Pontifício Conselho para a Família                          | 18 de novembro de 1936  | Outubro 2003   | JPII |
| 41 | Peter Kodwo Appiah Turkson               | Gana                           | Presidente do Pontifício Conselho Justiça e Paz                                   | 11 de outubro de 1948   | Outubro 2003   | JPII |
| 42 | Telesphore Placidus Toppo †              | Índia                          | Arcebispo de Ranchi                                                               | 15 de outubro de 1939   | Outubro 2003   | JPII |
| 43 | George Pell †                            | Austrália                      | Arcebispo de Sydney                                                               | 8 de junho de 1941      | Outubro 2003   | JPII |
| 44 | Josip Bozanić                            | Croácia                        | Arcebispo de Zagreb                                                               | 20 de março de 1949     | Outubro 2003   | JPII |
| 45 | Jean-Baptiste Pham Minh Mân              | Vietname                       | Arcebispo de Ho Chi Minh                                                          | 5 de março de 1934      | Outubro 2003   | JPII |
| 46 | Philippe Barbarin                        | França                         | Arcebispo de Lyon                                                                 | 17 de outubro de 1950   | Outubro 2003   | JPII |
| 47 | Péter Erdő                               | Hungria                        | Arcebispo de Esztergom-Budapeste                                                  | 25 de junho de 1952     | Outubro 2003   | JPII |
| 48 | Marc Ouellet, P.S.S.                     | Canadá                         | Prefeito da Congregação para os Bispos                                            | 8 de junho de 1944      | Outubro 2003   | JPII |
| 49 | Agostino Vallini                         | Itália                         | Cardeal-vigário de Sua Santidade para a Diocese de Roma                           | 17 de outubro de 1940   | Março 2006     | BXVI |
| 50 | Jorge Liberato Urosa Savino †            | Venezuela                      | Arcebispo de Caracas                                                              | 28 de agosto de 1942    | Março 2006     | BXVI |
| 51 | Jean-Pierre Bernard Ricard               | França                         | Arcebispo de Bordeaux                                                             | 26 de setembro de 1944  | Março 2006     | BXVI |
| 52 | Antonio Cañizares Llovera                | Espanha                        | Prefeito da Congregação para o Culto Divino e Disciplina dos Sacramentos          | 10 de outubro de 1945   | Março 2006     | BXVI |
| 53 | Sean Patrick O'Malley, O.F.M.Cap.        | Estados Unidos                 | Arcebispo de Boston                                                               | 29 de junho de 1944     | Março 2006     | BXVI |
| 54 | Stanislaw Dziwisz                        | Polónia                        | Arcebispo de Cracóvia                                                             | 27 de abril de 1939     | Março 2006     | BXVI |
| 55 | Carlo Caffarra †                         | Itália                         | Arcebispo de Bolonha                                                              | 1 de junho de 1938      | Março 2006     | BXVI |
| 56 | Seán Baptist Brady                       | Irlanda                        | Arcebispo de Armagh                                                               | 16 de agosto de 1939    | Novembro 2007  | BXVI |
| 57 | Lluís Martínez Sistach                   | Espanha                        | Arcebispo de Barcelona                                                            | 29 de abril de 1937     | Novembro 2007  | BXVI |
| 58 | André Vingt-Trois                        | França                         | Arcebispo de Paris                                                                | 7 de novembro de 1942   | Novembro 2007  | BXVI |
| 59 | Angelo Bagnasco                          | Itália                         | Arcebispo de Génova                                                               | 14 de janeiro de 1943   | Novembro 2007  | BXVI |
| 60 | Théodore-Adrien Sarr                     | Senegal                        | Arcebispo de Dakar                                                                | 28 de novembro de 1936  | Novembro 2007  | BXVI |
| 61 | Oswald Gracias                           | Índia                          | Arcebispo de Bombay                                                               | 24 de dezembro de 1944  | Novembro 2007  | BXVI |
| 62 | Francisco Robles Ortega                  | México                         | Arcebispo de Guadalajara                                                          | 2 de março de 1949      | Novembro 2007  | BXVI |
| 63 | Daniel Nicholas DiNardo                  | Estados Unidos                 | Arcebispo de Galveston-Houston                                                    | 23 de maio de 1949      | Novembro 2007  | BXVI |
| 64 | Odilo Pedro Scherer                      | Brasil                         | Arcebispo de São Paulo                                                            | 21 de setembro de 1949  | Novembro 2007  | BXVI |
| 65 | John Njue                                | Quênia                         | Arcebispo de Nairobi                                                              | 31 de dezembro de 1944  | Novembro 2007  | BXVI |
| 66 | Raúl Eduardo Vela Chiriboga †            | Equador                        | Arcebispo emérito de Quito                                                        | 1 de janeiro de 1934    | Novembro 2010  | BXVI |
| 67 | Laurent Monsengwo Pasinya †              | República Democrática do Congo | Arcebispo de Kinshasa                                                             | 7 de outubro de 1939    | Novembro 2010  | BXVI |
| 68 | Paolo Romeo                              | Itália                         | Arcebispo de Palermo                                                              | 20 de fevereiro de 1938 | Novembro 2010  | BXVI |
| 69 | Donald William Wuerl                     | Estados Unidos                 | Arcebispo de Washington                                                           | 12 de novembro de 1940  | Novembro 2010  | BXVI |
| 70 | Raymundo Damasceno Assis                 | Brasil                         | Arcebispo de Aparecida                                                            | 15 de fevereiro de 1937 | Novembro 2010  | BXVI |
| 71 | Kazimierz Nycz                           | Polónia                        | Arcebispo de Varsóvia                                                             | 1 de fevereiro de 1950  | Novembro 2010  | BXVI |
| 72 | Albert Malcolm Ranjith Patabendige Don   | Sri Lanka                      | Arcebispo de Colombo                                                              | 15 de novembro de 1947  | Novembro 2010  | BXVI |
| 73 | Reinhard Marx                            | Alemanha                       | Arcebispo de Munique                                                              | 21 de setembro de 1953  | Novembro 2010  | BXVI |
| 74 | George Alencherry                        | Índia                          | Arcebispo de Ernakulam-Angamaly                                                   | 19 de abril de 1945     | Fevereiro 2012 | BXVI |
| 75 | Thomas Christopher Collins               | Canadá                         | Arcebispo de Toronto                                                              | 16 de janeiro de 1947   | Fevereiro 2012 | BXVI |
| 76 | Dominik Jaroslav Duka, O.P.              | Chéquia                        | Arcebispo de Praga                                                                | 26 de abril de 1943     | Fevereiro 2012 | BXVI |
| 77 | Willem Jacobus Eijk                      | Países Baixos                  | Arcebispo de Utrecht                                                              | 22 de junho de 1953     | Fevereiro 2012 | BXVI |
| 78 | Giuseppe Betori                          | Itália                         | Arcebispo de Florença                                                             | 25 de fevereiro de 1947 | Fevereiro 2012 | BXVI |
| 79 | Timothy Michael Dolan                    | Estados Unidos                 | Arcebispo de Nova Iorque                                                          | 6 de fevereiro de 1950  | Fevereiro 2012 | BXVI |
| 80 | Rainer Maria Woelki                      | Alemanha                       | Arcebispo de Berlim                                                               | 18 de agosto de 1956    | Fevereiro 2012 | BXVI |
| 81 | John Tong Hon                            | China                          | Bispo de Hong Kong                                                                | 31 de julho de 1939     | Fevereiro 2012 | BXVI |
| 82 | Baselios Cleemis Thottunkal              | Índia                          | Arcebispo de Trivandrum                                                           | 15 de junho de 1959     | Novembro 2012  | BXVI |
| 83 | John Olorunfemi Onaiyekan                | Irlanda do Norte               | Arcebispo de Abuja                                                                | 20 de janeiro de 1944   | Novembro 2012  | BXVI |
| 84 | Jesús Rubén Salazar Gómez                | Colômbia                       | Arcebispo de Bogotá                                                               | 22 de setembro de 1942  | Novembro 2012  | BXVI |
| 85 | Luís Antônio Gokim Tagle                 | Filipinas                      | Arcebispo de Manila                                                               | 21 de junho de 1957     | Novembro 2012  | BXVI |

### Cardeais diáconos
| Nº  | Nome                       | País           | Função                                                                                                   | Data Nascimento        | Consistório    | Papa |
| --- | -------------------------- | -------------- | --- | ---------------------- | -------------- | ---- |
| 86  | Jean-Louis Pierre Tauran † | França         | Presidente do Pontifício Conselho para o Diálogo Inter-Religioso Protodiácono                            | 5 de abril de 1943     | Outubro 2003   | JPII |
| 87  | Attilio Nicora †           | Itália         | Presidente da Administração do Patrimônio da Sé Apostólica                                               | 16 de março de 1937    | Outubro 2003   | JPII |
| 88  | William Joseph Levada †    | Estados Unidos | Prefeito Emérito da Congregação para a Doutrina da Fé                                                    | 15 de junho de 1936    | Março 2006     | BXVI |
| 89  | Franc Rodé, C.M.           | Eslovênia      | Prefeito Emérito da Congregação para os Institutos de Vida Consagrada e as Sociedades de Vida Apostólica | 23 de setembro de 1934 | Março 2006     | BXVI |
| 90  | Leonardo Sandri            | Argentina      | Prefeito da Congregação para as Igrejas Orientais                                                        | 18 de novembro de 1943 | Novembro 2007  | BXVI |
| 91  | Giovanni Lajolo            | Itália         | Presidente-emérito da Pontifícia Comissão para o Estado da Cidade do Vaticano                            | 3 de janeiro de 1935   | Novembro 2007  | BXVI |
| 92  | Paul Josef Cordes †        | Alemanha       | Presidente emérito do Pontifício Conselho Cor Unum                                                       | 5 de setembro de 1934  | Novembro 2007  | BXVI |
| 93  | Angelo Comastri            | Itália         | Presidente da Fábrica de São Pedro                                                                       | 17 de setembro de 1943 | Novembro 2007  | BXVI |
| 94  | Stanisław Ryłko            | Polónia        | Presidente do Pontifício Conselho para os Leigos                                                         | 4 de julho de 1945     | Novembro 2007  | BXVI |
| 95  | Raffaele Farina, S.D.B.    | Itália         | Arquivista emérito dos Arquivos Secretos do Vaticano Bibliotecário emérito da Biblioteca Vaticana        | 24 de setembro de 1933 | Novembro 2007  | BXVI |
| 96  | Angelo Amato, S.D.B.       | Itália         | Prefeito da Congregação para a Causa dos Santos                                                          | 8 de junho de 1938     | Novembro 2010  | BXVI |
| 97  | Robert Sarah               | Guiné          | Prefeito da Pontifício Conselho Cor Unum                                                                 | 15 de junho de 1945    | Novembro 2010  | BXVI |
| 98  | Francesco Monterisi        | Itália         | Arcipreste Emérito da Basílica de São Paulo Extramuros                                                   | 28 de maio de 1934     | Novembro 2010  | BXVI |
| 99  | Raymond Leo Burke          | Estados Unidos | Prefeito do Supremo Tribunal da Assinatura Apostólica                                                    | 30 de junho de 1948    | Novembro 2010  | BXVI |
| 100 | Kurt Koch                  | Suíça          | Presidente do Pontifício Conselho para a Promoção da Unidade dos Cristãos                                | 15 de março de 1950    | Novembro 2010  | BXVI |
| 101 | Paolo Sardi †              | Itália         | Patrono da Ordem Soberana e Militar de Malta                                                             | 1 de setembro de 1934  | Novembro 2010  | BXVI |
| 102 | Mauro Piacenza             | Itália         | Prefeito da Congregação para o Clero                                                                     | 15 de setembro de 1944 | Novembro 2010  | BXVI |
| 103 | Velasio De Paolis, C.S. †  | Itália         | Presidente emérito da Prefeitura de Assuntos Econômicos da Santa Sé                                      | 19 de setembro de 1935 | Novembro 2010  | BXVI |
| 104 | Gianfranco Ravasi          | Itália         | Presidente do Pontifício Conselho para a Cultura                                                         | 18 de outubro de 1942  | Novembro 2010  | BXVI |
| 105 | Fernando Filoni            | Itália         | Prefeito da Congregação para a Evangelização dos Povos                                                   | 15 de abril de 1946    | Fevereiro 2012 | BXVI |
| 106 | Manuel Monteiro de Castro  | Portugal       | Penitenciário-Mor do Supremo Tribunal da Penitenciária Apostólica                                        | 29 de março de 1938    | Fevereiro 2012 | BXVI |
| 107 | Santos Abril y Castelló    | Espanha        | Arcipreste da Basílica de Santa Maria Maior                                                              | 21 de setembro de 1935 | Fevereiro 2012 | BXVI |
| 108 | Antônio Maria Vegliò       | Itália         | Presidente do Pontifício Conselho para a Pastoral dos Migrantes e Itinerantes                            | 3 de fevereiro de 1938 | Fevereiro 2012 | BXVI |
| 109 | Giuseppe Bertello          | Itália         | Presidente da Pontifícia Comissão para o Estado da Cidade do Vaticano                                    | 1 de outubro de 1942   | Fevereiro 2012 | BXVI |
| 110 | Francesco Coccopalmerio    | Itália         | Presidente do Pontifício Conselho para os Textos Legislativos                                            | 6 de março de 1938     | Fevereiro 2012 | BXVI |
| 111 | João Braz de Aviz          | Brasil         | Prefeito da Congregação para os Institutos de Vida Consagrada e as Sociedades de Vida Apostólica         | 24 de abril de 1947    | Fevereiro 2012 | BXVI |
| 112 | Edwin Frederick O'Brien    | Estados Unidos | Grão-mestre da Ordem Equestre do Santo Sepulcro de Jerusalém                                             | 8 de abril de 1939     | Fevereiro 2012 | BXVI |
| 113 | Domenico Calcagno          | Itália         | Presidente da Administração do Patrimônio da Sé Apostólica                                               | 3 de fevereiro de 1943 | Fevereiro 2012 | BXVI |
| 114 | Giuseppe Versaldi          | Itália         | Presidente da Prefeitura dos Assuntos Econômicos da Santa Sé                                             | 30 de julho de 1943    | Fevereiro 2012 | BXVI |
| 115 | James Michael Harvey       | Estados Unidos | Arcipreste da Basílica de São Paulo Fora dos Muros                                                       | 20 de outubro de 1949  | Novembro 2012  | BXVI |

### Ausentes
Cardeais presbíteros
| Nº | Nome                             | País      | Data Nascimento        | Função                                                                | Consistório   | Papa |
| -- | -------------------------------- | --------- | ---------------------- | --------------------------------------------------------------------- | ------------- | ---- |
| 1  | Julius Riyadi Darmaatmadja, S.J. | Indonésia | 20 de dezembro de 1934 | Arcebispo-emérito de Jacarta e Ordinário Militar Emérito da Indonésia | Novembro 1994 | JPII |
| 2  | Keith Michael Patrick O'Brien †  | Irlanda   | 17 de março de 1938    | Arcebispo-emérito de Santo André e Edimburgo                          | Outubro 2003  | JPII |

## Cardeais acima de 80 anos

### Cardeais bispos
| Nº | Nome                          | País     | Função                                                                                              | Data Nascimento        | Consistório    | Papa |
| -- | ----------------------------- | -------- | --------------------------------------------------------------------------------------------------- | ---------------------- | -------------- | ---- |
| 1  | Angelo Sodano †               | Itália   | Secretário de Estado Emérito Decano emérito do Colégio dos Cardeais                                 | 23 de novembro de 1927 | Junho 1991     | JPII |
| 2  | Roger Marie Élie Etchegaray † | França   | Presidente Emérito do Pontifício Conselho Justiça e Paz Vice-Decano Emérito do Colégio Cardinalício | 25 de setembro de 1922 | Junho 1979     | JPII |
| 3  | Francis Arinze                | Nigéria  | Prefeito Emérito da Congregação para o Culto Divino e Disciplina dos Sacramentos                    | 1 de novembro de 1932  | Maio 1985      | JPII |
| 4  | José Saraiva Martins, C.M.F.  | Portugal | Prefeito Emérito da Congregação para as Causas dos Santos                                           | 6 de janeiro de 1932   | Fevereiro 2001 | JPII |
| 5  | Nasrallah Pierre Sfeir †      | Líbano   | Patriarca Católico Maronita de Antioquia                                                            | 15 de maio de 1920     | Novembro 1994  | JPII |
| 6  | Emmanuel III Delly †          | Iraque   | Arcebispo de Bagdá dos Caldeus                                                                      | 6 de outubro de 1927   | Novembro 2007  | BXVI |

### Cardeais presbíteros
| Nº | Nome                                      | País            | Função                                                                                                | Data Nascimento         | Consistório    | Papa |
| -- | ----------------------------------------- | --------------- | --- | ----------------------- | -------------- | ---- |
| 7  | Paulo Evaristo Arns, O.F.M. †             | Brasil          | Arcebispo emérito de São Paulo Protopresbítero                                                        | 14 de setembro de 1921  | Março 1973     | PVI  |
| 8  | William Wakefield Baum †                  | Estados Unidos  | Penitencieiro-Mor Emérito                                                                             | 21 de novembro de 1926  | Maio 1976      | PVI  |
| 9  | Marco Cé †                                | Itália          | Patriarca-emérito de Veneza                                                                           | 8 de julho de 1925      | Junho 1979     | JPII |
| 10 | Franciszek Macharski †                    | Polónia         | Arcebispo emérito de Cracóvia                                                                         | 20 de maio de 1927      | Junho 1979     | JPII |
| 11 | Michael Michai Kitbunchu                  | Tailândia       | Arcebispo emérito de Bangkok                                                                          | 25 de janeiro de 1929   | Fevereiro 1983 | JPII |
| 12 | Alexandre do Nascimento †                 | Angola          | Arcebispo emérito de Luanda                                                                           | 1 de março de 1925      | Fevereiro 1983 | JPII |
| 13 | Thomas Stafford Williams †                | Nova Zelândia   | Arcebispo emérito de Wellington                                                                       | 20 de março de 1930     | Fevereiro 1983 | JPII |
| 14 | Duraisamy Simon Lourdusamy †              | Índia           | Prefeito-emérito da Congregação para as Igrejas Orientais                                             | 5 de fevereiro de 1924  | Maio 1985      | JPII |
| 15 | Miguel Obando Bravo, S.D.B. †             | Nicarágua       | Arcebispo emérito de Manágua                                                                          | 2 de fevereiro de 1926  | Maio 1985      | JPII |
| 16 | Ricardo Jamin Vidal †                     | Filipinas       | Arcebispo emérito de Cebu                                                                             | 6 de fevereiro de 1931  | Maio 1985      | JPII |
| 17 | Henryk Roman Gulbinowicz †                | Polónia         | Arcebispo emérito de Wrocław                                                                          | 17 de outubro de 1923   | Maio 1985      | JPII |
| 18 | Jozef Tomko †                             | Eslováquia      | Presidente Emérito do Pontifício Comitê para os Congressos Eucarísticos Internacionais                | 11 de março de 1924     | Maio 1985      | JPII |
| 19 | Paul Joseph Jean Poupard                  | França          | Presidente Emérito do Pontifício Conselho para a Cultura                                              | 30 de agosto de 1930    | Maio 1985      | JPII |
| 20 | Friedrich Wetter                          | Alemanha        | Arcebispo emérito de Munique e Freising                                                               | 20 de fevereiro de 1928 | Maio 1985      | JPII |
| 21 | Silvano Piovanelli †                      | Itália          | Arcebispo emérito de Florença                                                                         | 21 de fevereiro de 1924 | Maio 1985      | JPII |
| 22 | Adrianus Johannes Simonis †               | Países Baixos   | Arcebispo emérito de Utrecht                                                                          | 26 de novembro de 1931  | Maio 1985      | JPII |
| 23 | Bernard Francis Law †                     | Estados Unidos  | Arcipreste Emérito da Basílica de Santa Maria Maior                                                   | 4 de novembro de 1931   | Maio 1985      | JPII |
| 24 | Giacomo Biffi †                           | Itália          | Arcebispo emérito de Bolonha                                                                          | 13 de junho de 1928     | Maio 1985      | JPII |
| 25 | Eduardo Martínez Somalo †                 | Espanha         | Prefeito Emérito da Congregação para os Institutos de Vida Consagrada e Sociedades de Vida Apostólica | 31 de março de 1927     | Junho 1988     | JPII |
| 26 | Achille Silvestrini †                     | Itália          | Prefeito emérito da Congregação para as Igrejas Orientais                                             | 25 de outubro de 1923   | Junho 1988     | JPII |
| 27 | José Freire Falcão †                      | Brasil          | Arcebispo emérito de Brasília                                                                         | 23 de outubro de 1925   | Junho 1988     | JPII |
| 28 | Alexandre José Maria dos Santos, O.F.M. † | Moçambique      | Arcebispo emérito de Maputo                                                                           | 18 de março de 1918     | Junho 1988     | JPII |
| 29 | Giovanni Canestri †                       | Itália          | Arcebispo emérito de Gênova                                                                           | 30 de setembro de 1918  | Junho 1988     | JPII |
| 30 | Simon Ignatius Pimenta †                  | Índia           | Arcebispo emérito de Bombaim                                                                          | 1 de março de 1920      | Junho 1988     | JPII |
| 31 | Edward Bede Clancy †                      | Austrália       | Arcebispo emérito de Sydney                                                                           | 13 de novembro de 1923  | Junho 1988     | JPII |
| 32 | Edmund Casimir Szoka †                    | Estados Unidos  | Presidente-emérito de Pontifícia Comissão para o Estado da Cidade do Vaticano                         | 14 de setembro de 1927  | Junho 1988     | JPII |
| 33 | László Paskai, O.F.M. †                   | Hungria         | Arcebispo emérito de Esztergom-Budapeste                                                              | 8 de maio de 1927       | Junho 1988     | JPII |
| 34 | Christian Wiyghan Tumi †                  | Camarões        | Arcebispo emérito de Douala                                                                           | 15 de outubro de 1930   | Junho 1988     | JPII |
| 35 | Edward Idris Cassidy †                    | Austrália       | Presidente Emérito do Pontifício Conselho para a Promoção da Unidade dos Cristãos                     | 5 de julho de 1924      | Junho 1991     | JPII |
| 36 | Fiorenzo Angelini †                       | Itália          | Prefeito emérito da Pontifício Conselho para a Pastoral no Campo da Saúde                             | 1 de agosto de 1916     | Junho 1991     | JPII |
| 37 | Camillo Ruini                             | Itália          | Vigário-Geral Emérito da Diocese de Roma                                                              | 19 de fevereiro de 1931 | Junho 1991     | JPII |
| 38 | Ján Chryzostom Korec, S.J. †              | Eslováquia      | Bispo-emérito de Nitra                                                                                | 22 de janeiro de 1924   | Junho 1991     | JPII |
| 39 | Henri Schwery †                           | Suíça           | Bispo emérito de Sion                                                                                 | 14 de junho de 1932     | Junho 1991     | JPII |
| 40 | Miloslav Vlk †                            | Chéquia         | Arcebispo emérito de Praga                                                                            | 17 de maio de 1932      | Novembro 1994  | JPII |
| 41 | Carlo Furno †                             | Itália          | Grão-mestre emérito da Ordem Equestre do Santo Sepulcro de Jerusalém                                  | 2 de dezembro de 1921   | Novembro 1994  | JPII |
| 42 | Gilberto Agustoni †                       | Itália          | Prefeito emérito do Supremo Tribunal da Assinatura Apostólica                                         | 26 de julho de 1922     | Novembro 1994  | JPII |
| 43 | Emmanuel Wamala                           | Uganda          | Arcebispo emérito de Kampala                                                                          | 15 de dezembro de 1926  | Novembro 1994  | JPII |
| 44 | William Henry Keeler                      | Estados Unidos  | Arcebispo emérito de Baltimore                                                                        | 4 de março de 1931      | Novembro 1994  | JPII |
| 45 | Ricardo María Carles Gordó †              | Espanha         | Arcebispo emérito de Barcelona                                                                        | 24 de setembro de 1926  | Novembro 1994  | JPII |
| 46 | Adam Joseph Maida                         | Estados Unidos  | Arcebispo emérito de Detroit                                                                          | 18 de março de 1930     | Novembro 1994  | JPII |
| 47 | Ersilio Tonini †                          | Itália          | Arcebispo emérito de Ravena-Cervia                                                                    | 20 de julho de 1914     | Novembro 1994  | JPII |
| 48 | Jorge Arturo Augustin Medina Estévez †    | Chile           | Prefeito emérito da Congregação para o Culto Divino e Disciplina dos Sacramentos                      | 23 de dezembro de 1926  | Fevereiro 1998 | JPII |
| 49 | Darío Castrillón Hoyos †                  | Colômbia        | Prefeito Emérito da Congregação para o Clero                                                          | 4 de julho de 1929      | Fevereiro 1998 | JPII |
| 50 | Lorenzo Antonetti †                       | Itália          | Presidente emérito da Administração do Patrimônio da Sé Apostólica                                    | 31 de julho de 1922     | Fevereiro 1998 | JPII |
| 51 | James Francis Stafford                    | Estados Unidos  | Penitenciário-mor emérito da Penitenciária Apostólica                                                 | 26 de julho de 1932     | Fevereiro 1998 | JPII |
| 52 | Salvatore De Giorgi †                     | Itália          | Arcebispo emérito de Palermo                                                                          | 6 de setembro de 1930   | Fevereiro 1998 | JPII |
| 53 | Serafim Fernandes de Araújo †             | Brasil          | Arcebispo emérito de Belo Horizonte                                                                   | 13 de agosto de 1924    | Fevereiro 1998 | JPII |
| 54 | Marian Jaworski †                         | Ucrânia         | Arcebispo emérito de Lviv do rito latino                                                              | 21 de agosto de 1926    | Fevereiro 1998 | JPII |
| 55 | Jānis Pujats                              | Letônia         | Arcebispo-emérito de Riga                                                                             | 14 de novembro de 1930  | Fevereiro 1998 | JPII |
| 56 | Agostino Cacciavillan †                   | Itália          | Presidente emérito da Administração do Patrimônio da Sé Apostólica                                    | 14 de agosto de 1926    | Outubro 2001   | JPII |
| 57 | Sergio Sebastiani †                       | Itália          | Presidente emérito da Prefeitura dos Assuntos Econômicos da Santa Sé                                  | 11 de abril de 1931     | Outubro 2001   | JPII |
| 58 | Jorge María Mejía †                       | Argentina       | Arquivista emérito dos Arquivos Secretos do Vaticano Bibliotecário emérito da Biblioteca Vaticana     | 31 de janeiro de 1923   | Outubro 2001   | JPII |
| 59 | Pedro Rubiano Sáenz †                     | Colômbia        | Arcebispo emérito de Bogotá                                                                           | 13 de setembro de 1932  | Outubro 2001   | JPII |
| 60 | Theodore Edgar McCarrick                  | Estados Unidos  | Arcebispo-emérito de Washington                                                                       | 7 de julho de 1930      | Outubro 2001   | JPII |
| 61 | Desmond Connell †                         | Irlanda         | Arcebispo-emérito de Dublin                                                                           | 24 de março de 1926     | Outubro 2001   | JPII |
| 62 | Bernard Agré †                            | Costa do Marfim | Arcebispo emérito de Abidjan                                                                          | 2 de março de 1926      | Outubro 2001   | JPII |
| 63 | Francisco Álvarez Martínez †              | Espanha         | Arcebispo emérito de Toledo                                                                           | 14 de julho de 1925     | Outubro 2001   | JPII |
| 64 | Cormac Murphy-O'Connor †                  | Inglaterra      | Arcebispo emérito de Westminster                                                                      | 24 de agosto de 1932    | Outubro 2001   | JPII |
| 65 | Edward Michael Egan †                     | Estados Unidos  | Arcebispo emérito de Nova Iorque                                                                      | 2 de abril de 1932      | Outubro 2001   | JPII |
| 66 | Lubomyr Husar, M.S.U. †                   | Ucrânia         | Arcebispo maior emérito de Kiev-Halyč                                                                 | 26 de fevereiro de 1933 | Outubro 2001   | JPII |
| 67 | Roberto Tucci, S.J. †                     | Itália          | Presidente emérito da Rádio Vaticano                                                                  | 19 de abril de 1921     | Outubro 2001   | JPII |
| 68 | Bernard Louis Auguste Paul Panafieu †     | França          | Arcebispo emérito de Marselha                                                                         | 26 de janeiro de 1931   | Outubro 2003   | JPII |
| 69 | Eusébio Oscar Scheid, S.C.I. †            | Brasil          | Arcebispo emérito do Rio de Janeiro                                                                   | 8 de dezembro de 1932   | Outubro 2003   | JPII |
| 70 | Gaudencio Borbon Rosales                  | Filipinas       | Arcebispo emérito de Manila                                                                           | 10 de agosto de 1932    | Março 2006     | BXVI |
| 71 | Nicholas Cheong Jin-Suk †                 | Coreia do Sul   | Arcebispo emérito de Seul                                                                             | 7 de dezembro de 1931   | Março 2006     | BXVI |
| 72 | Joseph Zen Ze-kiun, S.D.B. †              | China           | Bispo emérito de Hong Kong                                                                            | 13 de janeiro de 1932   | Março 2006     | BXVI |
| 73 | Estanislao Esteban Karlic                 | Argentina       | Arcebispo emérito de Paraná                                                                           | 7 de fevereiro de 1926  | Novembro 2007  | BXVI |
| 74 | Medardo Joseph Mazombwe †                 | Zâmbia          | Arcebispo emérito de Lusaka                                                                           | 24 de setembro de 1931  | Novembro 2010  | BXVI |
| 75 | José Manuel Estepa Llaurens †             | Espanha         | Arcebispo Ordinário Militar emérito da Espanha                                                        | 1 de janeiro de 1926    | Novembro 2010  | BXVI |
| 76 | Lucian Mureşan                            | Roménia         | Arcebispo Maior de Făgăraş şi Alba Iulia                                                              | 23 de maio de 1931      | Fevereiro 2012 | BXVI |

### Cardeais diáconos
| Nº | Nome                                  | País     | Função | Data Nascimento        | Consistório    | Papa |
| -- | ------------------------------------- | -------- | --- | ---------------------- | -------------- | ---- |
| 77 | Renato Raffaele Martino †             | Itália   | Presidente Emérito do Pontifício Conselho Justiça e Paz                                                                                     | 23 de novembro de 1932 | Outubro 2003   | JPII |
| 78 | Francesco Marchisano †                | Itália   | Presidente-emérito do Departamento do Trabalho da Sé Apostólica                                                                             | 25 de junho de 1929    | Outubro 2003   | JPII |
| 79 | Julián Herranz Casado                 | Espanha  | Presidente Emérito do Pontifício Conselho para os Textos Legislativos Presidente Emérito da Pontifícia Comissão Disciplinar da Cúria Romana | 31 de março de 1930    | Outubro 2003   | JPII |
| 80 | Javier Lozano Barragán †              | México   | Presidente Emérito do Pontifício Conselho para a Pastoral no Campo da Saúde                                                                 | 26 de janeiro de 1933  | Outubro 2003   | JPII |
| 81 | Georges Marie Martin Cottier, O.P. †  | França   | Teólogo-emérito da Casa Pontifícia | 25 de abril de 1922    | Outubro 2003   | JPII |
| 82 | Stanisław Kazimierz Nagy, S.C.I. †    | Polónia  | Arcebispo emérito de Hólar | 30 de setembro de 1921 | Outubro 2003   | JPII |
| 83 | Andrea Cordero Lanza di Montezemolo † | Itália   | Arcipreste-Emérito da Basílica de São Paulo fora dos Muros                                                                                  | 27 de agosto de 1925   | Março 2006     | BXVI |
| 84 | Albert Vanhoye, S.J. †                | França   | Secretário Emérito da Pontifícia Comissão Bíblica                                                                                           | 24 de julho de 1923    | Março 2006     | BXVI |
| 85 | Giovanni Coppa †                      | Itália   | Núncio apostólico emérito na República Tcheca                                                                                               | 9 de novembro de 1925  | Novembro 2007  | BXVI |
| 86 | Elio Sgreccia †                       | Itália   | Presidente Emérito da Pontifícia Academia para a Vida                                                                                       | 6 de junho de 1928     | Novembro 2010  | BXVI |
| 87 | Walter Brandmüller                    | Alemanha | Presidente emérito do Pontifício Comitê das Ciências Históricas                                                                             | 5 de junho de 1929     | Novembro 2010  | BXVI |
| 88 | Domenico Bartolucci †                 | Itália   | Diretor Emérito do Coro da Capela Sistina                                                                                                   | 7 de maio de 1917      | Novembro 2010  | BXVI |
| 89 | Prosper Grech, O.S.A. †               | Malta    | Presbítero da Ordem de Santo Agostinho | 24 de dezembro de 1925 | Fevereiro 2012 | BXVI |
| 90 | Karl Becker, S.J. †                   | Alemanha | Presbítero da Companhia de Jesus | 18 de abril de 1928    | Fevereiro 2012 | BXVI |